# Mount Wudinna
Mount Wudinna är ett berg i Australien. Det ligger i regionen Wudinna och delstaten South Australia, omkring 350 kilometer nordväst om delstatshuvudstaden Adelaide. Toppen på Mount Wudinna är 253 meter över havet, eller 98 meter över den omgivande terrängen. Bredden vid basen är 20,0 km.
Trakten runt Mount Wudinna är nära nog obefolkad, med mindre än två invånare per kvadratkilometer.. Närmaste större samhälle är Wudinna, omkring 11 kilometer sydväst om Mount Wudinna.
Trakten runt Mount Wudinna består till största delen av jordbruksmark. Genomsnittlig årsnederbörd är 432 millimeter. Den regnigaste månaden är juni, med i genomsnitt 81 mm nederbörd, och den torraste är oktober, med 9 mm nederbörd.